# 艾伦·索卡尔
艾倫·索卡尔（英語：Alan David Sokal，1955年1月24日—），伦敦大学学院的美国数学教授，也是纽约大学的物理学名誉教授。他从事统计力学和组合学的研究。他是后现代主义的批评者，在1996年引发了所谓的索卡尔事件，当时他故意发布了一篇毫无意义的论文，该论文后来被杜克大学出版社的《社会文本》刊登。他还与他人合著了一篇批评积极心理学中批判性积极比例概念的论文。

## 观点
在《时髦的胡说八道》一书中，艾伦·索卡尔通过引用布鲁诺·拉图尔于1998年在《La Recherche》杂志上发表的一篇文章，对拉图尔的相对主义观点进行了批评。在对显示法老拉美西斯二世可能死于结核病的研究作出反应时，拉图尔认为：“他怎么会因为科赫在1882年发现的一种杆菌而去世呢？……在科赫之前，这种杆菌并不存在。” 他表示这样的论断与声称法老死于机枪扫射一样，是一种时代错误的观点。